# Обен, Пенелопа
Пенелопа Обен (англ. Pein; ок. 1679, Лондон — 1731 или апрель 1738, Лондон) — английская писательница, драматург, поэтесса и переводчица

.

## Биография
Родилась в семье обедневших гугенотов. Дочь сэра Ричарда Темпла, 3-го баронета, политика, члена Палате общин Англии. По матери, внучка писателя и натурфилософа Уолтера Чарлтона (1616—1707).
В 1698 году вышла замуж за французского торговца Авраама Обена, родила троих детей. Когда её муж путешествовал за границей, управляла делами семьи.
Самыми ранними сохранившимися работами П. Обен являются стихотворения на политические темы: «The Stuarts: A Pindarique Ode» (1707), «The Extasy: A Pindarique Ode to Her Majesty the Queen» (1708) и «The Welcome: A Poem to His Grace the Duke of Marlborough» (1708).
Спустя несколько лет, в 1721 году, начала свою успешную писательскую карьеру, опубликовав два романа: «Странные приключения графа де Виневиля» и «Жизнь мадам де Бомон». Затем последовали пять новых произведений: «Жизнь и любовные приключения Люсинды» (The Life and Amorous Adventures of Lucinda, 1722), «Благородные рабы» (The Noble Slaves, 1722), «Жизнь Шарлотты Дю Пон» (The Life of Charlotta Du Pont, 1723), «Жизнь и приключения леди Люси» (The Life and Adventures of Lady Lucy, 1726) и "Жизнь и Приключения молодого графа Альберта (The Life and Adventures of Young Count Albertus, 1728).
П. Обен считали писателем-морализатором с довольно витиеватым слогом. В своих работах изображала безупречно добродетельных и красивых героинь, попавших в ряд приключений, часто в экзотических отдаленных местах, в которых героини успешно отражают притязания хищных мужчин-тиранов и злодеев.
На её творчество оказали влияние французские писатели-романтики, такие как де Сюдери и Дефо.
В 1720-е годы занималась переводами французских произведений, выступала с лекциями на темы морали и религии. В 1723 году перевела на английский язык «Историю Чингисхана Великого, первого императора древних монголов и татар» Франсуа Пети (1622—1695).
Известна её пьеса — «Веселые маскарады; или Юмористический рогоносец» (The Merry Masqueraders or The Humorous Cuckold, 1732).

## Избранные произведения
- The Extasy: A Pindarick Ode to Her Majesty The Queen (1708)
- The Wellcome : A Poem to his Grace the Duke of Marlborough (1708)
- The Strange Adventures of the Count de Vinevil and His Family (1721)
- The Life of Madam de Beaumount, a French Lady (1721)
- The Life and Amorous Adventures of Lucinda (1721)
- The Doctrine of Morality (1721), traduction de T.M. Gibbs of M. De Gomberville, publié également en1726 sous le titre de Moral Virtue Delineated.
- The Noble Slaves: Or the Lives and Adventures of Two Lords and Two Ladies (1722)
- The Adventures of the Prince of Clermont, and Madam De Ravezan (1722)., traduction de Mme Gillot De Beaucour. Nouvelle édition de Anne de Sola en 2003, ISBN 0-7734-6610-X
- History of Genghizcan the Great (1722), traduction de M. Petis de le Croix.
- The Life of Charlotta Du Pont, an English lady; taken from her own memoirs (1723).
- The Life and Adventures of the Lady Lucy (1726)
- The Illustrious French Lovers (1726), traduction de Les Illustres Françaises de Robert Challe, paru également en 2000 avec Anne de Sola, ISBN 0-7734-7701-2.
- The Life and Adventures of The Young Count Albertus, The Son of Count Lewis Augustus, by the Lady Lucy (1728)
- The Life of the Countess de Gondez (1729), traduction.
- A Collection of Entertaining Histories and Novels, Designed to Promote the Cause of Virtue and Honor (1739)